# Middelaldermarked
Et middelaldermarked er et udendørs marked med boder med varer, gøgl, musik, mad, kampe eller ridderturneringer med inspiration fra middelalderen. Markederne afholdes som regel i sommerhalvåret på  bytorve, enge eller marker, og de varer typisk en weekend, men der findes også markeder på én enkelt dag eller en hel uge.
Middelaldermarkeder indbefatter normalt et stort antal personer i dragter, der enten er fremstillet ud fra middelalderlige snit og mønstre eller med inspiration af dem. Andre går i tøj uden historisk værdi, men som er inspireret af film om perioden. Reenactere kan udøve håndværk, teateroptrin, spille musik, gøgle og fremvise våben eller kampe. Nogle markeder har telte, hvor de medvirkende kan overnatte.

## Middelaldermarkeder i Danmark
Mange danske byer har middelaldermarkeder. Det største er Europæisk Middelalderfestival med omkring 60.000 besøgende i Horsens. Et af de andre meget store markeder er Københavns Middelaldermarked i Valbyparken. I 2013 havde det knap 23.600 besøgende og 900 aktører. Derudover findes markeder i bl.a. Nyborg, Nysted, (2009-2019) Viborg, og ved flere historiske lokationer som Esrum Kloster, Æbelholt Kloster, Spøttrup Borg, Kalø Slotsruin og Voergaard Slot.
Flere frilandsmuseer afholder også middelaldermarkeder. Fx Brøndby Middelalderlandsby i Brøndby, Hvolris jernalderlandsby i Møldrup vest for Hobro, Ulvsborg Historisk Værksted i Asnæs på Nordvestsjælland og Middelaldercentret ved Nykøbing Falster.

## Renaissance fairs i USA
Markederne er meget populære i USA, hvor de kaldes renaissance fairs. De har mere karakter af en egentlig forlystelsespark end middelaldermarkeder i Europa, hvor formålet ofte er living history og har et element af uddannelse. Autenticitet kan varierer voldsomt, og vareudbuddet er ofte præget af mere kommerciel karakter end historisk korrekthed. Selvom hovedfokus som regel er middelalder, kan markeder også vise andre perioder omkring middelalderen som vikingetid, renæssance eller 1600-1700-tallets pirater. I Storbritannien er perioden omkring Henrik 8. af England og Elizabeth 1. af England populære. Nogle markeder viser også liverollespil og nogle byder også fantasyelementer som troldmænd, elverfolk og kentaurere velkommen.
I 2007 skrev journalisten Neil Steinberg i en artikel i Chicago Sun-Times, at "temaparker med deres hovedgader, stinker af en kedelig, sikker, homogeniseret, ensartethed, hvor middelaldermarkeder [renaissance fairs] er i den anden ende af det sociale spektrum, med et pust af det okkulte, en smule fare og en antydning af erotik. Her lader de dig kaste med økser. Her er mere øl og barm, end du finder i hele Disney World."
I USA findes permanente temaparker med markeder. En del markeder afholdes på historiske steder som borge og middelalderbymidter.